# إيفان بيريز روسي
إيفان بيريز روسي (بالإسبانية: Iván Pérez Rossi)‏ هو ملحن فنزويلي، ولد في 3 أغسطس 1943 في سيوداد بوليفار في فنزويلا.

## وصلات خارجية
- إيفان بيريز روسي على موقع ميوزك برينز (الإنجليزية)
- إيفان بيريز روسي على موقع ديسكوغز (الإنجليزية)